# Anaeomorphini
Tribu
Anaeomorphini est une tribu de papillons de la famille des Nymphalidae et décrite par Arthur Rydon en 1971. Elle ne comprend que le genre monotypique Anaeomorpha.

## Distribution
La seule espèce de la tribu Anaeomorpha splendida est distribuée en Amérique du Sud, principalement dans le Nord et l'Ouest du continent.

## Systématique
À l'instar d'autres genres monotypiques de la région Néotropicale tels que Coenophlebia et Hypna, les relations phylogénétique d’Anaeomorpha splendida avec le reste de la sous-famille Charaxinae demeurent inconnues. Un travail moléculaire portant sur la tribu des Preponini suggère un placement d'Anaeomorphini proche de la tribu des Anaeini. Cependant, compte tenu des divergences moléculaires et morphologiques de la tribu avec le reste des clades de Charaxinae, seul un travail génomique permettra d'élucider le placement phylogénétique de ce taxon charismatique.

## Publication originale
- (en) Arthur Harold Bruce Rydon, « The systematics of the Charaxidae (Lepidoptera: Nymphaloidea) - 5 - Subfamily Preponinae », The Entomologist's Record and Journal of Variation, Londres, Amateur Entomologists' Society (d) et inconnu, vol. 83, nos 1-2,‎ 15 octobre 1971, p. 310-316 (ISSN 0013-8916, OCLC 1568053, lire en ligne).